# Bilován
Bilován ist eine Ortschaft und eine Parroquia rural („ländliches Kirchspiel“) im Kanton San Miguel de Bolívar der ecuadorianischen Provinz Bolívar. Die Parroquia besitzt eine Fläche von 132,1 km². Die Einwohnerzahl lag im Jahr 2010 bei 2745.

## Lage
Die Parroquia Bilován liegt im Westen der Cordillera Occidental. Ein bis zu 2471 m hoher Bergkamm durchzieht das Verwaltungsgebiet in SW-NO-Richtung. Der Südosten wird über den Río Changuil  nach Südwesten entwässert, der Nordwesten über den Río Cristal nach Westen. Der etwa 2560 m hoch gelegene Hauptort Bilován befindet sich knapp 13 km südwestlich vom Kantonshauptort San Miguel. Die Fernstraße E491 (Montalvo–San Miguel) führt südlich an Bilován vorbei.
Die Parroquia Bilován grenzt im Norden an die Parroquia Balsapamba, im Osten an die Parroquia San Pablo de Atenas, im zentralen Süden an die Parroquia Chillanes (Kanton Chillanes), im Südwesten an die Parroquia Régulo de Mora sowie im Westen an die Provinz Los Ríos mit der Parroquia Montalvo (Kanton Montalvo).

## Geschichte
Am 9. November 1820 fand nahe Bilován im Rahmen des Unabhängigkeitskampfes Ecuadors die Schlacht von Camino Real (Batalla de Camino Real) statt. Die Parroquia Bilován wurde am 3. März 1860 gegründet.